# Vito Kapo
Vito Kapo właśc. Vito Kondi (ur. 9 listopada 1922 we wsi Nivan, okręg Gjirokastra, zm. 29 lutego 2020 w Tiranie) – albańska polityk komunistyczna, w latach 1982-1990 minister przemysłu lekkiego, żona Hysniego Kapo.

## Życiorys
Była jednym z czwórki dzieci lekarza Stathiego Kondiego i Krisanthi. W 1941 ukończyła naukę w prestiżowym Instytucie dla Dziewcząt Nena Mbretëreshë w Tiranie. W tym czasie związała się z grupą komunistyczną działającą w Szkodrze. Od lutego do maja 1942 pracowała jako nauczycielka we wsi Nivan, a także w Konispolu. W roku 1943 działała w Komitecie Rejonowym Komunistycznej Partii Albanii w Gjirokastrze. Od lipca do listopada 1944 pełniła funkcję sekretarki w sztabie Armii Narodowo-Wyzwoleńczej. W tym czasie znalazła się we władzach Związku Kobiet Antyfaszystowskich Albanii. Po zakończeniu wojny objęła stanowisko attache w ambasadzie albańskiej w Belgradzie. W 1947 powróciła do Tirany i pracowała w urzędzie rady ministrów. W 1948 objęła stanowisko dyrektora wydziału szkolnictwa w ministerstwie edukacji.
W latach 1955–1982 pełniła funkcję przewodniczącej Rady Naczelnej Związku Kobiet Albańskich. Od 1950 zasiadała w Zgromadzeniu Ludowym, reprezentując okręg Përmet, w latach 1954-1974 była członkiem prezydium parlamentu.
W roku 1982 objęła stanowisko ministra przemysłu lekkiego i aprowizacji w rządzie Adila Carcaniego, a od 1987 przez trzy lata kierowała resortem przemysłu lekkiego. Na posiedzeniu plenum Komitetu Centralnego Albańskiej Partii Pracy 6-7 lipca 1990 zdecydowano o jej usunięciu ze stanowiska i skierowaniu na emeryturę.
Była mężatką (w 1945 poślubiła Hysniego Kapo), miała troje dzieci. Jej bracia Piro Kondi i Alqi Kondi pracowali w aparacie partyjnym Albańskiej Partii Pracy.

## Publikacje
- 1970: Mbi disa aspekte të edukimit komunist të brezit të ri në familje : raport i Kryesisë së Këshillit të Përgjithshëm të BGSh - së mbajtur në pleniumin e katërt të BGSh -së më 12 mars 1970
- 1972: Roli i Bashkimit të Grave të Shqipërisë në tërheqjen e mendimit të masave të grave për zgjidhjen e problemeve të momentit dhe të perspektivës